# Peter Rouffaer
Peter Rouffaer (Wilrijk, 13 oktober 1949) is een Vlaams acteur. Hij is de zoon van Senne Rouffaer en de oudere broer van Vincent Rouffaer. Greet Rouffaer is zijn nicht, en Johan Rouffaer is zijn neef. Van opleiding is hij licentiaat in de Politieke en Sociale Wetenschappen.

## Televisie
Een van zijn bekendste rollen was Harry Bervoets in de dramaserie Wittekerke.
Rouffaer speelde ook enkele gastrollen in Flikken (Richard Van Loocke), Witse, Spoed, Rupel, F.C. De Kampioenen (Jean-Claude Philippe De La Vrillière in 1999 en dokter in 2008) en de tv-dramaserie Kongo.
Van 2006 tot 2015 speelde hij dokter Geert Smeekens in de soap Thuis. Deze vertolking maakte Rouffaer bekend bij het grote publiek.
| Titel                               | Rol                                                               | Soort programma/film           | Zender  | Jaar                 |
| ----------------------------------- | ----------------------------------------------------------------- | ------------------------------ | ------- | -------------------- |
| Geschiedenis mijner jeugd           | Jan de Laet                                                       | Dramaserie                     |         | 1983                 |
| De nand funktie                     |                                                                   | Drama film                     |         | 1983                 |
| Tantes                              | Max                                                               | Drama/Romantiek                |         | 1984                 |
| Hard labeur                         | Mitie                                                             | Familie/drama                  |         | 1985                 |
| Het ultieme kerstverhaal            | Huurling                                                          |                                |         | 1987                 |
| Prettige feesten                    | Erik                                                              |                                |         | 1989                 |
| De Helman factor                    | Harry Helman                                                      |                                |         | 1991                 |
| De Bossen van Vlaanderen            | Gerechtsdokter                                                    | 6-delige miniserie             | VRT TV1 | 1991                 |
| Bex & Blanche                       |                                                                   |                                |         | 1993                 |
| Niet voor publikatie                | Meneer van Melkebeke                                              |                                |         | 1994                 |
| Buiten De Zone                      | Drug dealer                                                       | Komische serie                 | TV1     | 1996                 |
| Wittekerke                          | Harry Bervoets                                                    | dramaserie                     | VTM     | 1993-1994, 1997-1998 |
| Heterdaad                           | Alain Van Beek/Alain Steinberg                                    | Belgische televisieserie       |         | 1996-1997            |
| Windkracht 10                       | landmachtmajoor                                                   | Belgische televisiereeks       | VRT TV1 | 1997                 |
| Kongo                               | Rik Lenaerts                                                      | Belgische televisiereeks       | VRT TV1 | 1997                 |
| Quai n° 1                           | Walravens                                                         | Misdaad                        |         | 1997                 |
| Le Mur                              | Fred                                                              | Romantische tragikomische film |         | 1998                 |
| De Jacques Vermeire show            |                                                                   | Komedie                        |         | 1998                 |
| Missing Link                        | Officier Tervuren                                                 | Familie/Komedie/Drama          |         | 1999                 |
| Blinker en het Bagbag-juweel        | Commissaris Custers                                               | Familie                        |         | 2000                 |
| Recht op Recht                      | Pierre Michel Cnops                                               | Advocatenserie                 | VRT TV1 | 2001                 |
| Flikken                             | Richard Van Loocke                                                | Politieserie                   | één     | 2003                 |
| Suske en Wiske: De duistere diamant | Klant 1                                                           | Avontuur/familie               |         | 2004                 |
| Rupel                               | Alain Van Durme                                                   | Politieserie                   | VTM     | 2004                 |
| K3 en het magische medaillon        | Gazpacho                                                          | Jeugdfilm/avontuur             |         | 2004                 |
| Hallo België                        | Inspecteur van de FBI                                             | Komischereeks                  | VTM     | 2005                 |
| Kinderen van Dewindt                | Mr. Pieters                                                       | Belgische fictiereeks          | één     | 2005                 |
| Witse                               | Jacky Leonard Julien Schoonvliet Erwin Kempeneer                  | politiereeks                   | één     | 2004 2006 2010       |
| Thuis                               | Dr. Geert Smeekens                                                | soap                           | één     | 2006-2015            |
| Spoed                               | Senator Man met rugpijn                                           | Ziekenhuisserie                | VTM     | 2004 2007            |
| Aspe                                | Lucien Raymaekers Ignace Roosevelt                                | Politieserie                   | VTM     | 2007 2011            |
| FC De Kampioenen                    | Baron Jean-Claude Philippe De La Vrillière Dokter                 | Komische serie                 | één     | 1999 2008            |
| Katarakt                            | François Dupont                                                   | Drama                          | één     | 2008                 |
| De Smaak van De Keyser              | Officier justitie                                                 | Belgische televisieserie       | één     | 2008                 |
| Salamander                          | Geldtransportverantwoordelijke Belgische regering in ballingschap | Belgische televisieserie       | één     | 2013                 |
| Albert II                           | Pater Dominiek                                                    | Drama                          | één     | 2013                 |